# 1466
- Wikisource

| Calendário gregoriano                                                        | 1466 MCDLXVI                                         |
| Ab urbe condita                                                              | 2219                                                 |
| Calendário arménio                                                           | 915 – 916                                            |
| Calendário bahá'í                                                            | -378 – -377                                          |
| Calendário budista                                                           | 2010                                                 |
| Calendário chinês                                                            | 4162 – 4163 Início a 17 de janeiro (aproximadamente) |
| Calendário copta                                                             | 1182 – 1183                                          |
| Calendário etíope                                                            | 1458 – 1459                                          |
| Calendários hindus - Vikram Samvat - Calendário nacional indiano - Cáli Iuga | 1521 – 1522 1387 – 1388 4566 – 4567                  |
| Calendário Holoceno                                                          | 11466                                                |
| Calendário islâmico                                                          | 870 – 871                                            |
| Calendário judaico                                                           | 5226 – 5227                                          |
| Calendário persa                                                             | 844 – 845                                            |
| Calendário rúnico                                                            | 1716                                                 |
| Calendário solar tailandês                                                   | 2009                                                 |

1466 (MCDLXVI, na numeração romana) foi um ano comum do século XV do Calendário Juliano, da Era de Cristo, e a sua letra dominical foi E (52 semanas), teve início a uma quarta-feira, terminou também a uma quarta-feira.
| Ano completo                        |
| ----------------------------------- |
| Ano comum com início à quarta-feira |

## Eventos
- Doação de terras da Ponta Delgada a Manuel Afonso de Sala.

## Nascimentos
- 11 de fevereiro — Isabel de York, rainha consorte de Henrique VII de Inglaterra.
- 27 de outubro — Erasmo de Roterdão, célebre humanista holandês.
- Moctezuma II (também chamado Motecuhzoma Xocoyotzin), governante asteca.
- Quentin Massys, pintor flamengo.

## Mortes
- 29 de junho — Pedro de Coimbra, também conhecido como Pedro de Portugal ou Pedro de Avis, 5.º Condestável do Reino e 3.º Mestre Administrador da Ordem de Avis. Foi também proclamado conde de Barcelona e intitulou-se rei de Aragão  (n. 1429).
- Donatello, escultor renascentista.